# Akita prefektur
För andra betydelser, se Akita (olika betydelser).
Akita (秋田県; Akita-ken) är en prefektur belägen i Tohoku-regionen på den norra delen av den japanska ön Honshu. Dess residensstad är Akita.

## Historia
Den berömda Heianperiodens wakapoet, Ono no Komachi, sägs ha varit född här (men den verkliga platsen är okänd).

## Prefektursymboler
Akitas emblem och flagga antogs den 3 november 1959, medelst notis nummer 380. Emblemet utgörs av en stilisering av katakana‐tecknet ア (”A” som i ”Akita”), och symboliserar Akitas snabba framsteg.
I flaggan uppträder prefekturemblemet i vitt mot rödbrun bakgrund. Den har proportionerna 7:10 (för att samstämma med nationalflaggan, vars proportioner dock sedermera har fastsatts till 2:3). En tämligen ovanlig bestämmelse kring flaggan är att det är dess högra sida som bör vara fäst vid flaggstången, när den ses framifrån.
| Färg     | CMYK         |
| -------- | ------------ |
| Rödbrunt | 40/100/70/10 |

## Administrativ indelning
Prefekturen var år 2016 indelad i tretton städer (-shi) och tolv  kommuner (-chō, -machi eller -mura).
Kommunerna grupperas i sex distrikt (-gun). Distrikten har ingen administrativ funktion utan fungerar i huvudsak som postadressområden.
Städer:
- Akita, Daisen, Katagami, Kazuno, Kitaakita, Nikaho, Noshiro, Oga, Odate, Semboku, Yokote, Yurihonjō, Yuzawa

Distrikt och kommuner:
| - Kazuno distrikt - Kosaka - Kitaakita distrikt - Kamikoani | - Minamiakita distrikt - Gojōme - Hachirōgata - Ikawa - Ōgata | - Ogachi distrikt - Higashinaruse - Ugo - Semboku distrikt - Misato | - Yamamoto distrikt - Fujisato - Happō - Mitane |

## Turism
Nära sjön Tazawa finns ett antal varma källor (onsen), dessa är populära turistmål över hela Japan. Dessutom hålls här ett antal säsongsbundna festivaler (matsuri) vilka ger en glimt av det industriella eller traditionella Japan.
Kakunodate är en särskilt charmig gammal stad, full med bevarade samuraihus. Huset Aoyagi är det Odano Naotakes gamla residens, mannen som illustrerade Japans första moderna guide till människans anatomi. Huset är idag museum och galleri med medeltida illustrationer och traditionellt hantverk.

## Galleri

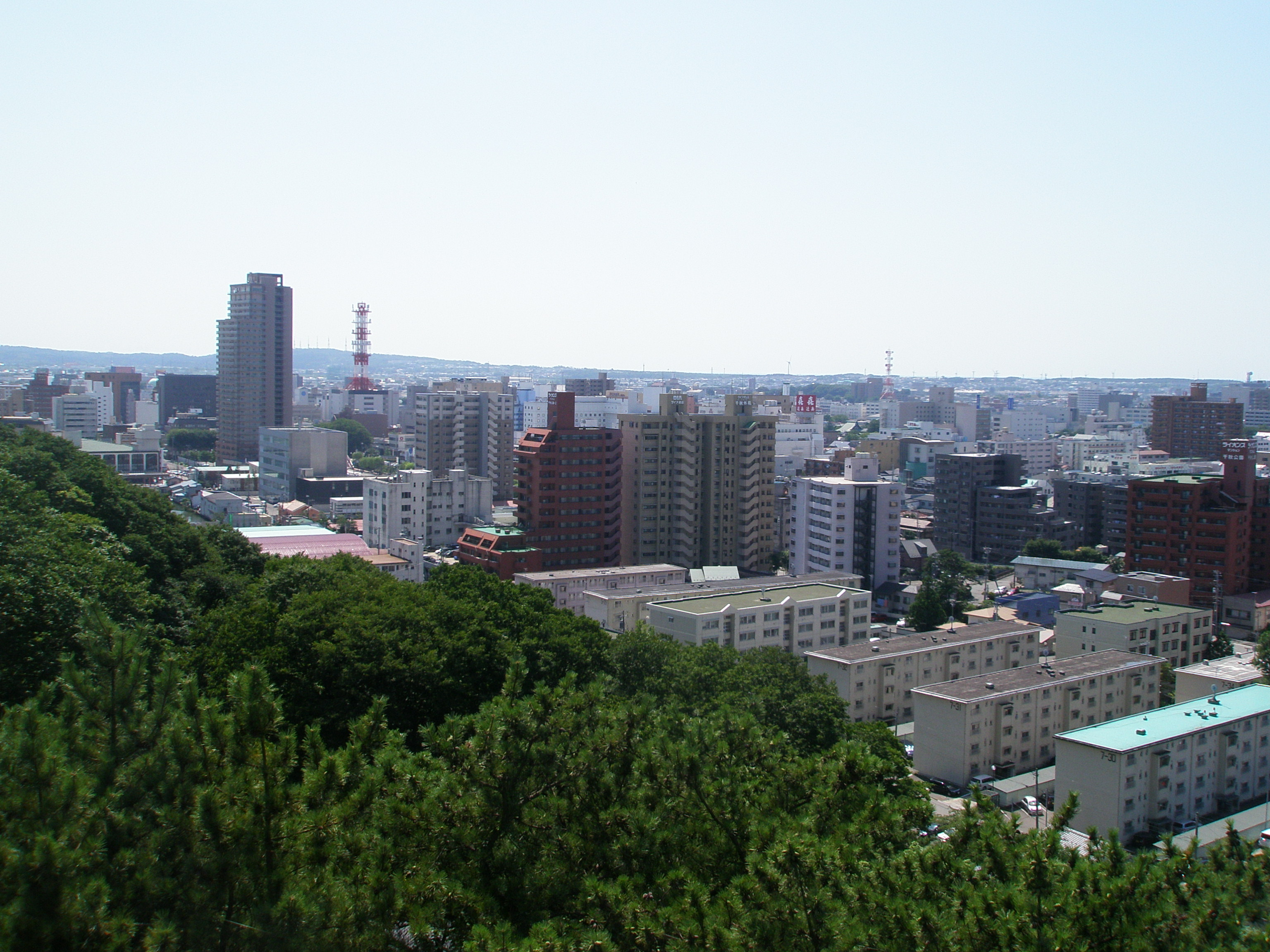
Akita stad
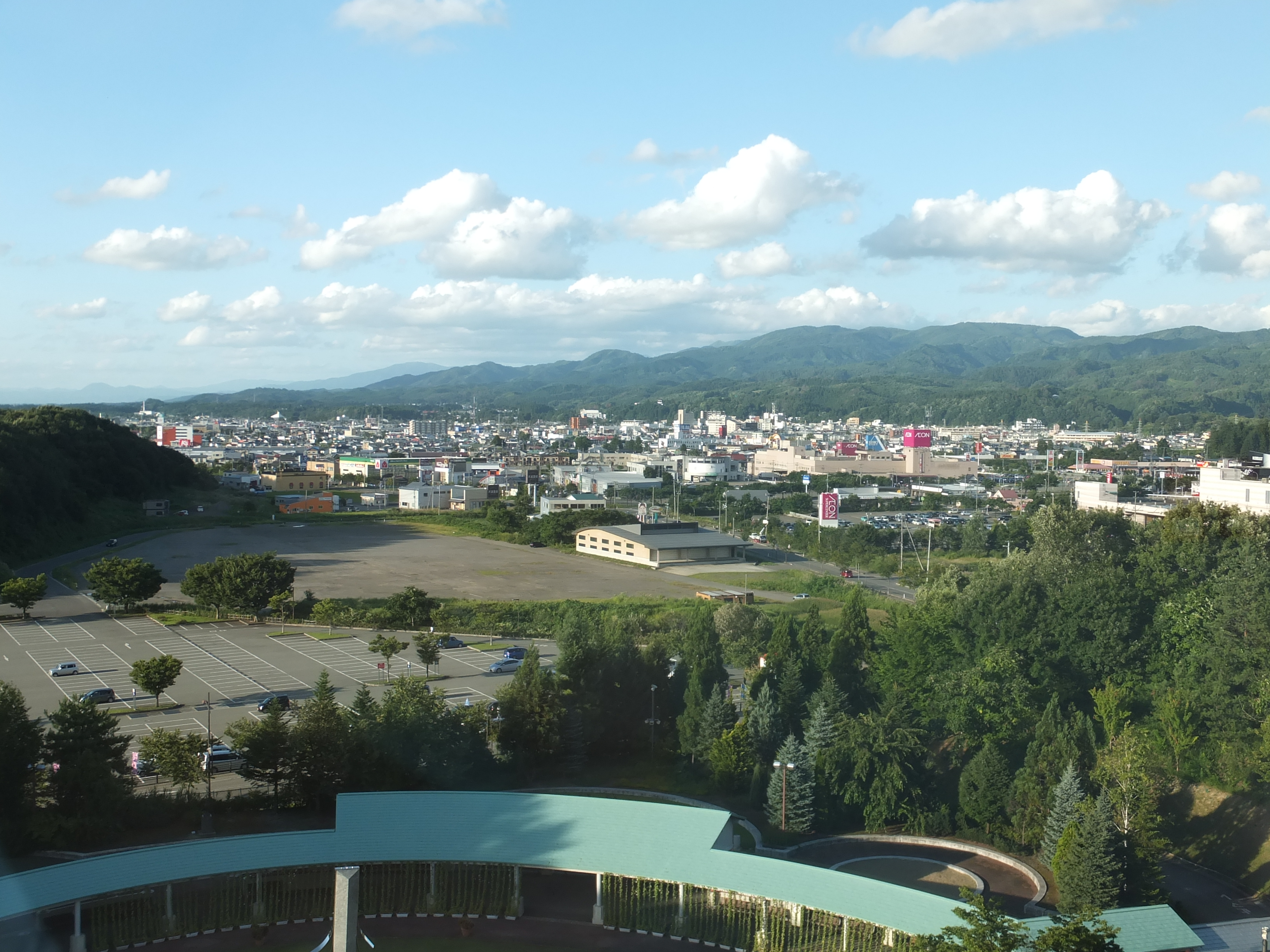
Yokote
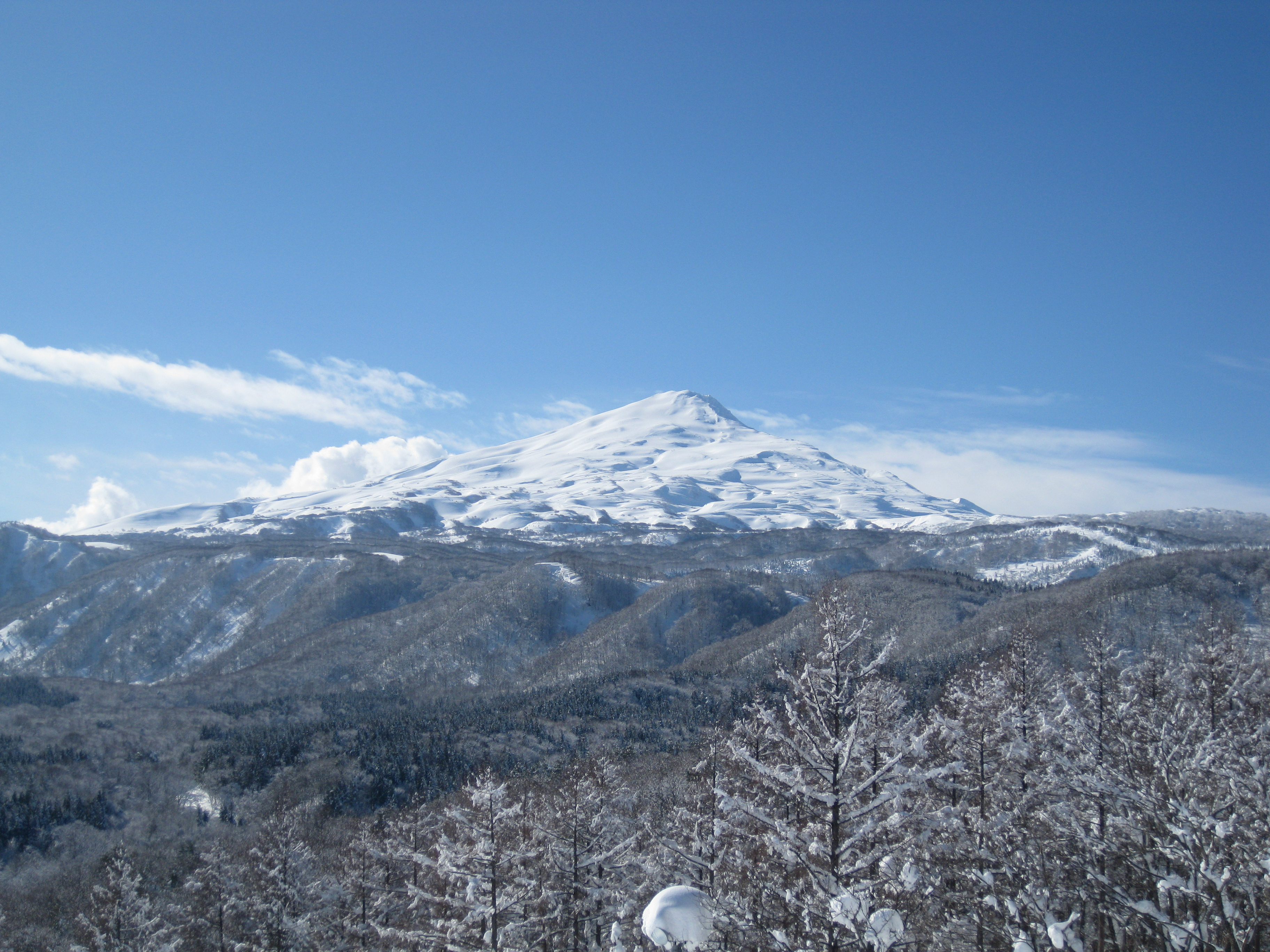
Chōkai-san
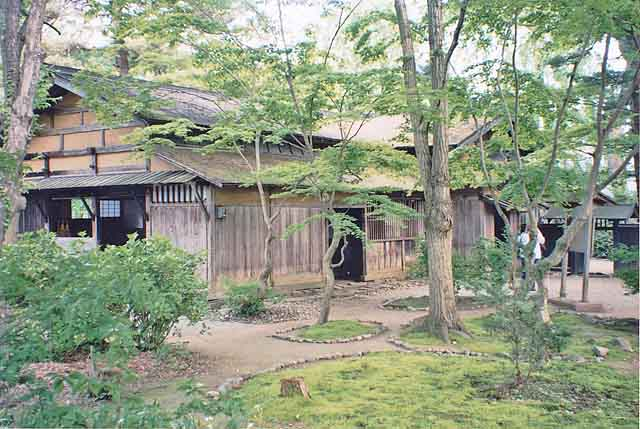
Samurajhus i Kakunodate